# Jonas Brothers: Live: Walmart Soundcheck CD+DVD
Jonas Brothers: Live: Walmart Soundcheck CD+DVD – pierwszy album koncertowy amerykańskiego zespołu Jonas Brothers. Album nagrano 16 maja 2009, natomiast wydano 10 listopada 2009. 

## Lista piosenek
1. S.O.S.
2. Poison Ivy
3. Lovebug
4. Paranoid
5. Turn Right
6. Burnin' Up